# Gramática do esperanto

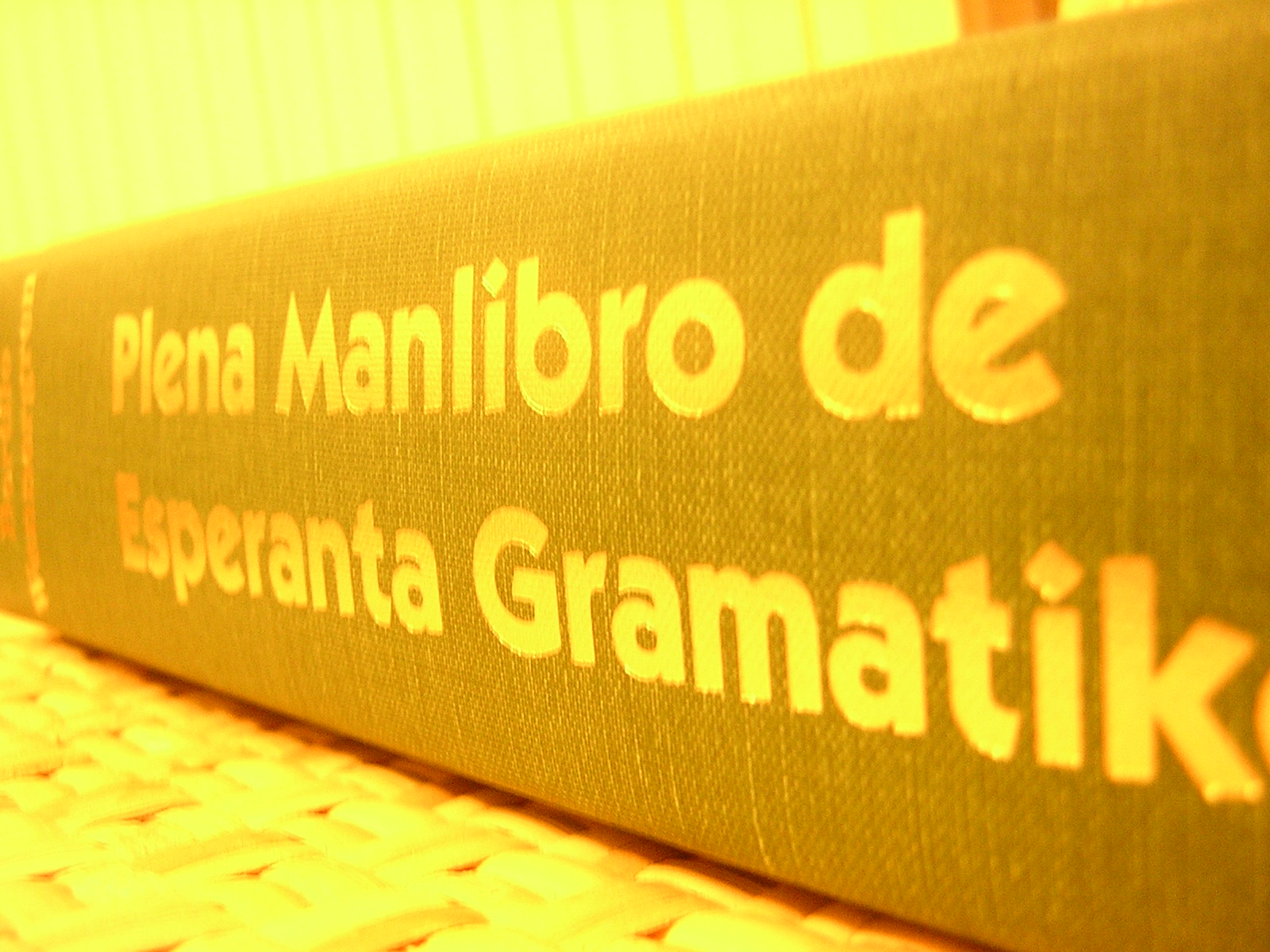
PMEG, a gramática mais conhecida de esperanto

As regras gramaticais do esperanto são altamente regulares. Isso torna o idioma muito fácil de aprender em relação às demais línguas do mundo. 
As classes gramaticais são óbvias, por exemplo: o sufixo -o indica um substantivo, -a um adjetivo, -e um advérbio, -i um verbo no infinitivo, -as um verbo no tempo presente do indicativo, e assim por diante para outras classes e funções gramaticais. 
As regras para formação de palavras são simples e diretas. Utiliza-se um sistema extensivo de afixos que, livremente combinados com raízes/radicais, geram o vocabulário. Essa combinação de radicais e afixos permite que os falantes se comuniquem com um vocabulário de raiz muito menor do que da maioria das línguas. É possível comunicar-se efetivamente com um vocabulário de 400 a 500 raízes/radicais, embora haja muitos vocabulários especializados para ciências, profissões e outras atividades.
Gramáticas de referência incluem a Plena Analiza Gramatiko (PAG -Gramática Analítica Completa) de Kálmán Kalocsay e Gaston Waringhien, e a Plena Manlibro de Esperanta Gramatiko (PMEG — Manual Completo da Gramática do Esperanto) de Bertilo Wennergren.

## As 16 Regras
A gramática do esperanto foi apresentada por Zamenhof por 16 regras simples, junto com uma coleção de exemplos de uso. Atualmente, existem explicações muito mais profundas e didáticas disponíveis na internet ou em livros (ver seção de links). Mesmo assim, estas regras continuam sendo a base do esperanto e dão uma visão geral do funcionamento da língua. As 16 regras são estas (elas serão exemplificadas mais tarde neste artigo):
- Regra I

Não há, em esperanto, artigo indefinido. O artigo definido é la, não variando para gênero, caso nem número.
- Regra II

Os substantivos são terminados, no nominativo singular em o; para o plural acrescenta-se j.
Existem apenas dois casos: nominativo e acusativo, o acusativo se forma com o acréscimo da terminação n.
- Regra III

Os adjetivos são terminados em a, concordando em número e caso com os substantivos.
O comparativo de superioridade é formado com o vocábulo pli, o superlativo com plej. O comparativo é seguido da conjunção ol, o superlativo da preposição el.
- Regra IV

Os numerais cardinais são: 0 nulo, 1 unu, 2 du, 3 tri, 4 kvar, 5 kvin, 6 ses, 7 sep, 8 ok, 9 naŭ, 10 dek, 100 cent, 1000 mil. As dezenas e centenas se formam pela simples junção dos numerais. Os ordinais são formados com o acréscimo da terminação adjetiva a, existe também a forma substantiva, com a terminação correspondente.
- Regra V

Os pronomes pessoais são: mi (eu), vi (tu), li (ele), ŝi (ela), ĝi (ele/ela, pronome sem gênero), ni (nós), vi (vós), ili (eles), oni (sujeito indeterminado). Usa-se o vi como tratamento formal, equivalente ao você, como na língua alemã. Para formar os possessivos se faz o acréscimo da terminação adjetiva a, a declinação é a mesma que a dos substantivos.
- Regra VI

O verbo não varia em pessoa nem em número. As terminações dos modos e tempos são as seguintes:
Presente, as; passado, is; futuro, os; modo condicional, us; imperativo, u, infinitivo, i.
Particípios ativos: presente, ant; passado, int; futuro, ont.
Particípios passivos: presente, at; passado, it; futuro, ot.
Os tempos da voz passiva se obtém combinando o verbo esti (ser/estar) com o particípio do verbo em causa. A preposição da voz passiva é de.
- Regra VII

Os advérbios derivados terminam em e; os graus de comparação são formados da mesma forma que com os adjetivos. 
- Regra VIII

Todas as preposições por si mesmas pedem o caso nominativo.
- Regra IX

Cada letra representa um som, e cada som uma única letra, não há letras mudas, toda palavra é lida como se escreve.
- Regra X

Em todas as palavras completas (isto é: não apostrofadas) a sílaba tônica é a penúltima. Nas palavras apostrofadas, passa a ser a última.
- Regra XI

Palavras compostas são formadas pela simples junção de palavras, sendo a principal a que ficar no fim. As terminações gramaticais são consideradas palavras autônomas.
- Regra XII

A negação é simples. Havendo outra palavra negativa, retira-se a partícula ne.
- Regra XIII

Para indicar alvo, direção (ex.: " aonde?"), acrescenta-se a terminação do caso acusativo (n), por exemplo Kien vi iras? ( Aonde vais?), Domen (A casa).
- Regra XIV

Toda preposição tem um significado constante e bem definido; se se necessitar duma preposição, mas o sentido não mostrar claramente qual, usa-se a preposição je, sem significação própria.
- Regra XV

As palavras "estrangeiras", aquelas que muitas línguas colhem de uma fonte, são usadas em esperanto sem modificação, apenas recebendo a ortografia do esperanto; obviamente é recomendado que se use apenas o radical da palavra importada.
- Regra XVI

A terminação substantiva o e o a do artigo definido la podem-se substituir por um apóstrofo.

## Alfabeto e pronúncia
O alfabeto do esperanto foi moldado de forma a possuir para cada letra um som único, não importando onde ela se encontre na palavra. As palavras são escritas da exata maneira que são faladas, e lidas foneticamente. Esse fato ajudou o esperanto a se tornar compreensível quando falado por todos os povos, graças a total padronização da pronúncia desse alfabeto. O alfabeto esperantista tem as seguintes letras:
| Esperanta alfabeto | Esperanta alfabeto | Esperanta alfabeto | Esperanta alfabeto | Esperanta alfabeto | Esperanta alfabeto | Esperanta alfabeto |
| ------------------ | ------------------ | ------------------ | ------------------ | ------------------ | ------------------ | ------------------ |
| A                  | B                  | C                  | Ĉ                  | D                  | E                  | F                  |
| G                  | Ĝ                  | H                  | Ĥ                  | I                  | J                  | Ĵ                  |
| K                  | L                  | M                  | N                  | O                  | P                  | R                  |
| S                  | Ŝ                  | T                  | U                  | Ŭ                  | V                  | Z                  |

| Esperanta alfabeto | Esperanta alfabeto | Esperanta alfabeto | Esperanta alfabeto | Esperanta alfabeto | Esperanta alfabeto | Esperanta alfabeto |
| ------------------ | ------------------ | ------------------ | ------------------ | ------------------ | ------------------ | ------------------ |
| a                  | b                  | c                  | ĉ                  | d                  | e                  | f                  |
| g                  | ĝ                  | h                  | ĥ                  | i                  | j                  | ĵ                  |
| k                  | l                  | m                  | n                  | o                  | p                  | r                  |
| s                  | ŝ                  | t                  | u                  | ŭ                  | v                  | z                  |

A pronúncia e detalhes sobre a tipografia desse alfabeto podem ser vistos no artigo sobre o alfabeto do esperanto.

## Pronomes
Os pronomes do esperanto são os seguintes:
| Pessoal    | Mi Eu         | Vi Tu       | Ŝi Ela           | Li Ele           | Ĝi Eles (Para animais, , vegetais e objetos inanimados)   | Ni Nós          | Vi Vós/Você/Vocês       | Ili Eles/Elas    | One Se (índice de indeterminação do sujeito) | Si          |
| Possessivo | Mia Meu/Minha | Via Teu/Tua | Ŝia Seu/Sua/Dela | Lia Seu/Sua/Dele | Ĝia Seu/Sua (Para animais, vegetais e objetos inanimados) | Nia Nosso/Nossa | Via Vosso/Vossa/Seu/Sua | Ilia Deles/Delas | Onia ø                                       | Sia Seu/Sua |

Se o pronome pessoal for objeto direto ele recebe a terminação  -n.
- Mi vidas vin. -  Vejo-te.
- Ili vidas ĝin. - eles/elas o/a veem.

Os pronomes possessivos podem ter também as terminações -j para formar o plural e -n na mesma palavra.
- Ŝi amas mian fraton. - ela ama meu irmão
- Mi vidas viajn domojn. - Vejo tuas casas.

Si
Si é um pronome reflexivo, pode ser usado com ŝi, li, ĝi, ili, oni ou palavras cuja substituição por essas seja possível, para mostrar por exemplo ação dirigida a si próprio, e não a outro. O pronome si nunca deve ser usado junto a mi, vi, ou  ni para mostrar uma ação reflexiva. O pronome-adjetivo sia(j) nunca pode ser usado como sujeito de frase. 
- Mi pensas pri mi. - Penso em mim
- Vi pensas pri vi. -  Pensas em ti
- Li pensas pri li. -  Ele pensa nele (n'outra pessoa)
- Li pensas pri si. - ele pensa em si

Oni
Oni é um pronome indefinido, ele é usado para falar a respeito de alguém não definido ou mais de uma pessoa não definida. Como no pronome ĝi, oni não diferencia gênero.
- Oni pensas pri si mem. - Pensa-se em si mesmo.

## Substantivos e artigo definido
Os substantivos em esperanto não têm gênero gramatical - (masculino, feminino ou neutro). Mas eles se flexionam em número - (singular e plural). A terminação "o" marca o singular, ex:
- Viro: Homem.
- Knabo: Garoto, menino, rapaz.
- Akvo: Água.
- Ĉielo: Céu.
- Feliĉo: Felicidade.
- Domo: Casa.
- Muziko: Música.
- Skribo: Escrita
- Fajro: Fogo.
- Kafo: Café.
- Floro: Flor.

Para formar o plural, adiciona-se a terminação "j", assim:
- Tondro: Trovão.
- Tondroj: Trovões.
- Guto: Gota.
- Gutoj: Gotas.

Na poesia, podemos ocultar a terminação o com um apóstrofo:
- Fajro: Fogo.
- Fajr' : Fogo.
- Doloro: Dor.
- Dolor' : Dor.

O artigo definido em esperanto é a palavra "la". Ele não varia quanto a número, gênero, pessoa, etc:
- La viroj: Os homens.
- La vojo: O caminho.
- La domoj: As casas.
- La floro: A flor.

O artigo pode ser apostrofado, ficando assim: "l'"; isso é feito quando a sonoridade de alguma preposição anterior ao artigo permitir, ou quando a palavra que se segue começar com vogal, contudo, isso não é feito no diálogo normal onde se pronuncia o vocábulo inteiro "LA", sendo um recurso mais usado na poesia esperantista:
- De l' patro: Do pai.
- l' espero: A esperança.
- Pri l' tempoj: A respeito dos tempos.
- l' obstino': A Obstinação.

Deve-se tomar cuidado com a sonoridade gerada, pois essa pode gerar algumas confusões, exemplo:
- l' afero': O Assunto, a coisa, tem o mesmo som que "La fero", que significa: o ferro (elemento químico, material).

O artigo indefinido (um, uma, uns, umas), não existe em esperanto. Exemplificando, quando se quer dizer "um cachorro", se diz simplesmente "hundo" (cachorro). Ao usar o numeral "unu" (um) antes de um substantivo damos a ideia de numeral mesmo: um, não mais que um. Ex: 
Venis unu lernanto = Venis nur unu lernanto Veio 1 aluno (apenas um, e não dois, três, etc).
As palavras iu e unu (ou seus plurais iuj e unuj) podem ser usadas mais ou menos como artigos indefinidos, mas elas tem significado mais próximo de "algum" ou "alguns" e "um certo" ou "certos" do que de "um" ou "uma". Entretanto, existem casos em que unu corresponde ao artigo indefinido "um" ou "uma", quando estes indicam especifidade. Por exemplo:
Ŝi volas edziniĝi al svedo.
"Ela quer se casar com um sueco." (ela quer que se casar com um homem de nacionalidade sueca, sem nenhuma pessoa específica em mente)
Ŝi volas edziniĝi al unu svedo.
"Ela quer se casar com um sueco." (o homem com quem ela quer se casar é sueco e é uma pessoa específica)

## Adjetivos
Os adjetivos em esperanto são terminados em “a”. Eles não variam quanto a gênero- (masculino, feminino ou neutro). Para variar de singular para plural se usa a terminação “j”. Eles concordam em caso e número com os substantivos. No Esperanto é o mais comum usar a ordem "adjetivo + substantivo", assim como é no idioma inglês por exemplo, porém é comum ver também a ordem "substantivo + adjetivo" para se dar ênfase ao citado.
- Bela Arbo: Arvore bonita/bela.
- Belaj Domoj: Casas bonitas/belas.
- Mi lernos la internacian lingvon: Eu aprenderei a língua internacional.
- Mi lernos la lingvon internacian: Eu aprenderei a língua internacional.
- Mi volas manĝi freŝajn panojn: Eu quero comer pães frescos.
- Li estas fakte viro alta: Ele é de fato, um homem alto.

Podem-se formar substantivos em adjetivos, simplesmente substituindo-se o "-o" por "-a":
- amiko >> amika: amigável
- blanko >> blanka: branco
- Eŭropo >> Eŭropa: Europeu

Podem-se imbuir várias entonações aos adjetivos, usando alguns recursos:
- Li estas tre bela: Ele é muito bonito.
- Mi estas feliĉega: Eu estou muito feliz.

Mais sobre isso pode ser visto no estudo das advérbios e afixos.

## Comparação
Para estabelecer comparação entre características ou indivíduos usa-se o grau comparativo para denotar: 
- Inferioridade:
  - Malpli... ol...:
    - Ŝi estas malpli naiva ol li: Ela é menos ingênua que ele.
    - Li estas malpli saĝa ol ruza: Ele menos sábio do que esperto.

- Igualdade:
  - Tiel... kiel...:
    - Esperanto estas tiel bela kiel logika: O esperanto é tão belo quanto lógico.
    - Nenio estas tiel valora kiel la feliĉo: Nada é tão importante quando a felicidade.

- Superioridade:
  - Pli... ol...:
    - Ŝi estas pli bela ol inteligenta: Ela é mais bonita do que inteligente.
    - Ĉokolado estas pli dolĉa ol ŝorbeto: Chocolate é mais doce que sorvete.

Para estabelecer comparação entre um indivíduo e um grupo, usa-se o grau superlativo:
- La plej...: O mais...
- La malplej...: O menos...
- Exemplos:
  - El ĉiuj miaj samklasanoj Renata estas la plej klopodema: De todos os meus colegas de classe, Renata é a mais esforçada/dedicada.
  - La plej virtan viron ili elektis kiel reĝon: O homem mais virtuoso eles escolheram como rei.

Os advérbios também aceitam o mesmo grau de comparação:
- Li venis pli rapide ol mi: Ele veio mais rapidamente do que eu.
- Li fartas malpli bone ol ŝi: Ele se sentiu menos bem que ela.
- Ĝi kuris tiel malrapide kiel la aliaj: Ele correu tão devagar quanto os outros.
- El la birdoj, la aglo flugas plej bele: Dos pássaros, a águia voa de maneira mais bela.

O advérbio plej é usado também para exprimir o mais alto grau, o maior nível possível de uma qualidade. Assim temos:
- plej bela knabino: Uma garota "ao máximo de" bela, no mais alto grau de beleza.
- plej ĉarma virino: Uma mulher tão encantadora que não poderia ser mais.

## Numerais

### Numerais Cardinais
| Esperantaj numeroj | Esperantaj numeroj | Esperantaj numeroj | Esperantaj numeroj | Esperantaj numeroj | Esperantaj numeroj | Esperantaj numeroj |
| ------------------ | ------------------ | ------------------ | ------------------ | ------------------ | ------------------ | ------------------ |
| 0: nulo            | 1: unu             | 2: du              | 3: tri             | 4: kvar            |                    |                    |
| 5: kvin            | 6: ses             | 7: sep             | 8: ok              | 9: naŭ             |                    |                    |
| 10: dek            | 100: cent          | 100: cent          | 1000: mil          |                    |                    |                    |

temos também: 
- 1.000.000: miliono: milhão.
- 1.000.000.000: miliardo: bilhão.
- 1.000.000.000.000: biliono: trilhão.

Alguns exemplos:
- 11: dek unu.
- 12: dek du.
- 20: dudek.
- 27: dudek sep.
- 1994: mil naŭcent naŭdek kvar.

### Outros tipos de numerais
Os numerais ordinais (primeiro, segundo, terceiro...) formam-se adicionando-se a terminação adjetiva “a” ao ordinal cardinal, exemplo:
- unua: primeiro(a).
- centa: centésimo(a).
- dudek tria: vigésimo(a) terceiro(a).

Os ordinais podem ser abreviados da seguinte maneira: 7-a, 10-a; ou ainda com o uso do acusativo: 8-an, 9-an.
Podemos criar também advérbios derivados dos numerais cardinais, para isso, basta adicionar a terminação adverbial "e":
- unue: primeiramente.
- due: segundamente, em segundo lugar.
- deke: decimamente, em décimo lugar.

Os numerais multiplicativos podem ser formados com o sufixo "obl":
- duoblo: o dobro.
- centobla: cêntuplo.
- trioble: triplamente, três vezes mais.

Os numerais fracionários se formam com a adição do sufixo "on":
- duono: meio, um meio, metade.
- unu dekduono: 1/12: um doze avos.
- du kaj triono: dois e um terço.

Temos ainda o sufixo "op", usado para se formar os coletivos:
- duopo: dupla.
- triope: de três em três, em grupos de três.
- triopo: trio.

Para formar os distributivos usa-se a preposição "po":
- po ok: à razão de 8.

Para exemplificar: "Al ĉiu el miaj lernantoj mi donis po tri krajonoj": "Para cada um dos meus alunos eu dei três lápis".

## Verbos
Os verbos do esperanto têm 4 modos: indicativo, infinitivo, condicional, imperativo. Só variam quanto a tempo. Um exemplo de conjugação verbal em esperanto, usando o verbo fari (fazer):
| Tempo      | Infinitivo                                          | Presente                                                    | Pretérito                                      | Futuro                                     | Condicional                              | Imperativo                            |
| Partícula  | -i                                                  | -as                                                         | -is                                            | -os                                        | -us                                      | -u                                    |
| Explicação | Fari Fazer                                          | Faras Faço/z/es/em(os)                                      | Faris Fiz(este(s))/emos/eram Fez               | Faros Farei/á(s)/eis/emos/ão               | Farus Faria((i)s)/mos/am                 | Faru Faz(ei)/Faça(m)                  |
| Exemplo    | Kiu iros fari la manĝaĵon? Quem irá fazer a comida? | Ĉu estas vi kiu faras la manĝaĵon? És tu quem faz a comida? | Ŝi ne faris la manĝaĵon. Ela não fez a comida. | Kiu faros la manĝaĵon? Quem fará a comida? | Mi farus la manĝaĵon. Eu faria a comida. | Faru vi la manĝaĵon. Faz tu a comida. |

### Construções complexas
As construções complexas ocorrem quando palavras numa determinada sentença possuem tempos diferentes, isso normalmente ocorre por exemplo com os verbos "querer", "poder" e "dever".
- Mi volas vidi - Eu quero olhar
- Li ne povis ludi - Ele não pôde jogar
- Ŝi devus aĉeti - Ela deve comprar

## Particípios da Voz Ativa e Passiva
Em esperanto, tantos os particípios da voz passiva como os da voz ativa possuem três tempos, e ainda a possibilidade de serem usados como substantivos, adjetivos e advérbios. Detalhes sobre os particípios do esperanto podem ser vistos no artigo sobre os verbos do esperanto.

### Particípios da voz ativa
Em português temos a forma verbal terminada em ndo, essa forma é chamada de gerúndio, ou particípio presente. Fazendo, cantando, aprendendo, lendo, comendo, aumentando, são exemplos de gerúndio.
A forma adjetiva, terminada em nte, quase desapareceu na língua portuguesa, mas deixou alguns adjetivos ainda usados, alguns exemplos são: ouvinte, errante, agonizante, poente, crente, seguinte, contribuinte, sobrevivente, etc. Nessa forma não temos indicação de tempo.
Em esperanto temos uma terminação para cada tempo:
- Passado: int.
- Presente: ant.
- Futuro: ont.

### Particípios da voz passiva
Os verbos que dizem que algo/alguém faz alguma ação são verbos de voz ativa. Os verbos que dizem que algo/alguém sofre alguma ação são verbos de voz passiva.
Exemplos:
- Voz ativa:
  - A escola educa os alunos.
  - A educação melhora as pessoas.
  - A alegria contagia a todos.
- Voz passiva:
  - Os alunos são educados pela escola.
  - As pessoas são melhoradas pela escola.
  - Todos são contagiados pela alegria.

Como podemos observar, na voz passiva foi usado o verbo ser/estar seguidos do particípio passado, em esperanto igualmente é usado o verbo esti, mas usa-se três tempos para o particípio da voz passiva. Exemplificando com o verbo fari (fazer):
- Farita: o que foi (ou tinha sido) feito.
- Farata: o que é (ou está sendo) feito.
- Farota: a ser feito.

## Negação e Interrogação
No esperanto a negação é simples, isto é, faz-se apenas uma vez, ao contrário de alguns casos no português e italiano. Ex:
- Mi ne estas laca: Eu não estou cansado.
- Mi estas neniam laca: Eu nunca estou cansado.
- Mi faris nenion: Eu não fiz nada. Se escrevêssemos: "mi ne faris nenion", teríamos a negação de uma negação, ou seja: a afirmação "mi faris ion - "Eu fiz algo".

Na interrogação usamos a partícula "ĉu", que pode ser traduzida como "por acaso/por ventura/será que", mas que geralmente não é traduzida, é usado em perguntas cuja respostas necessitam de "sim" ou "não", isso fica claro nos exemplos:
- Ĉu vi estas la instruisto?: Jes, mi estas la instruisto! (Sim, eu sou o professor?)
- Ĉu ili parolas esperanton?: Jes, ili parolas Esperanton! (Sim, eles falam esperanto?)

Ou pode-se fazer uma afirmação e depois perguntar sobre sua veracidade:
- Ĝi estas nova, ĉu ne?: Ele é novo, não?
- Li estas tre bela, ĉu vere?: Ele é muito bonito, não é verdade?

Pode-se usar também os correlativos (ver abaixo) começados em "ki" para introduzir uma interrogação.
- Kion vi volas?: O que você quer?
- Kiu venis hieraŭ?: Quem veio ontem?
- Kial vi faros tion?!: Por que motivo você fará isto?

## Advérbio
Exemplos de advérbios bastante usados no esperanto.
| Almenaŭ Ao menos                      | Ambaŭ Ambos, os dois                                       | Ankaŭ Também                            | Ankoraŭ Ainda                         |
| Antaŭ Antes                           | Apenaŭ Apenas, quase não                                   | Baldaŭ Logo, em breve, cedo, em pouco   | Ĉirkaŭ Ao redor, aproximadamente      |
| Eĉ Até, até mesmo, mesmo              | For Longe, distante                                        | Hieraŭ Ontem                            | Hodiaŭ Hoje                           |
| Iufoje Algumas vezes                  | Ja Com efeito, em verdade, mesmo                           | Jam Já                                  | Jen Eis, eis aqui, eis ali, eis que   |
| Jes Sim                               | Ĵus Agora mesmo, nesse justo momento passado               | Kontraŭ Contra                          | Kune Junto                            |
| Kvazaŭ Como que                       | Kvankam Embora, ainda que, ainda se                        | Morgaŭ Amanhã                           | Minus Menos (operação matemática)     |
| Ne Não                                | Nepre Forçosamente, absolutamente                          | Nun Agora, atualmente                   | Nur só, somente, apenas, simplesmente |
| Ofte Frequentemente                   | Parkere De cor                                             | Pli Mais (em quantidade ou intensidade) | Plej O mais                           |
| Plu Mais (em duração ou continuação)  | Plus Mais (operação matemática)                            | Precipe Principalmente, sobretudo       | Preskaŭ Quase                         |
| Spite A despeito, apesar              | Super Acima de, por cima de, por sobre (sem haver contato) | Supre Em cima, no alto                  | Tre Muito (em intensidade)            |
| Tro Demais, demasiadamente, demasiado | Tuj Imediatamente, já, nesse momento que começa (futuro)   | Unue Primeiramente                      | Volonte De boa vontade, de bom grado  |

A maior parte dos advérbios acima é de fácil uso para os falantes da língua portuguesa, mas alguns merecem uma atenção especial:
- Apenaŭ: 
  - Ili apenaŭ lernis legi: Eles mal aprenderam a ler.
  - Vi apenaŭ tuŝis la manĝaĵon: Você apenas (mal, quase não) tocou na comida.
  - Mi apenaŭ havas iom da tempo: Eu apenas/mal tenho um pouco de tempo.

- Baldaŭ:
  - Ni baldaŭ studos akuzativon: Logo estudaremos o acusativo.
  - Ni baldaŭ estos certaj pri tio, sed ne tuj: Logo estaremos certos sobre isso, mas não imediatamente.

- Eĉ:
  - Eĉ sur la suno troviĝas makuloj: Mesmo/até no sol encontram-se manchas.
  - Mi ne diros eĉ unu vorton: Eu não direi nem mesmo uma palavra.

- For:
  - Ne ĉiuj miaj esperoj estas for: Nem/não todas minhas esperanças estão longe (isto é: desapareceram, "foram embora").
  - For de l' okuloj, for de l' koro: Longe dos olhos, longe do coração.

- Ja: Se emprega para reforçar o que se diz:
  - Mi ja ne scias: Eu realmente (sem dúvida) não sei.
  - Li ja credas, ke la tero estas plana!: Ele em verdade crê que a Terra é plana!

- Tre: Bastante, em intensidade, fortemente, muito (em intensidade).
  - Mi fartas tre bone: Eu estou muito bem.
  - Mi tre volas ludi ŝakon: eu quero muito jogar xadrez.

### Terminações adverbiais
O esperanto desenvolveu o uso dos advérbios em um nível muito alto, tanto que absolutamente não se tem em português advérbios equivalentes, apenas expressões adverbiais mais ou menos satisfatórias para a tradução, o que é o caso dos advérbios derivados de radicais com a terminação "e", que dependendo da sua raiz indicará modo, lugar, tempo ou quantidade, podendo ser traduzido para português como única palavra ou expressão adverbial. Em esperanto é possível dizer "en la mateno" (na manhã, de manhã), mas é muito mais comum dizer apenas "matene" (na manhã, pela manhã, de manhã). Para a tradução perfeita, poderíamos usar o advérbio matinalmente, mas esse não soa natural. Outros exemplos:
- Raiz dom - dome: na casa (lugar)
- Raiz hejm - hejme: no lar (lugar)
- Raiz ali - alie: de outro modo, se não (modo)
- Raiz leter - letere: por carta (modo)
- Raiz rapid - rapide: rapidamente (modo)
- Raiz mult - multe: muito (quantidade)
- Raiz maten - matene: de manhã (tempo)
- Raiz vintr - vintre: no inverno. (tempo)

Junção de raízes mais terminação "e":
- Normalmente não se fala laŭ sia vico (segundo sua vez), mas sim siavice que tem o mesmo significado.
- Normalmente não se diz kun nudaj piedoj (com pés descalços), mas sim nudapiede.

Existe ainda a possibilidade de adicionar a terminação adjetiva "a" nos advérbios:
- De Jen (eis, eis que) pode-se derivar: jena (a seguinte, o seguinte).
- De Plu (mais) pode-se derivar: Plua (ulterior, posterior no tempo).
- De Supre (em cima) pode-se derivar: Supra (superior, de cima).

Outra possibilidade é adicionar a terminação adverbial "e" em um advérbio, gerando curiosas formações:
- De Plu (mais) pode-se derivar: Plue (continuadamente em relação a evolução no tempo).
- De Jen (eis, eis que) pode-se derivar: Jene (seguindo-se, do seguinte modo/maneira).
- De Nun (atual, agora) pode-se derivar: Nune (atualmente), neste caso reforçando a característica adverbial da palavra nun.

Dos advérbios também pode-se fazer verbos, substantivos etc. Isso será mais bem estudado na construção de palavras em esperanto.

## Determinativos Correlativos
Ver o artigo completo: Correlativos do esperanto
Correlativos são palavras que exprimem uma relação mútua e podem ser usadas aos pares. Por exemplo, as palavras usadas para formular questões e que exigem respostas específicas diferentes dum sim ou não. "O quê?" exige uma resposta por "algo", "aquilo", "tudo" ou "nada". Os pares "onde/ali", "quando/sempre", "como/assim" etc, são outros exemplos de correlativos. O esperanto tem uma maneira muito interessante e prática de construir seus correlativos: ao todo existem 45 correlativos, derivados de quatro prefixos e nove sufixos, com um "i" intercalar. Note-se que a série dos indefinidos, que são a base do sistema, não tem prefixo, começando diretamente por i- ("i"ndefinidos). Quatro destas séries são pronominais e/ou adjetivais e cinco são adverbiais. Assim, basta aprender o significado desses 13 afixos para ter acesso a todos os correlativos da língua. E vale a pena aprendê-los, visto que estas palavras simples constituem aproximadamente 10% de qualquer texto em esperanto.

### Prefixos
- i-: indefinido (sem prefixo).
- Ki: interrogativo, exclamativo, ou relativo (conjuntivo).
- Ti: demonstrativo.
- NENi: negativo.
- Ĉi: coletivo, distributivo.

### Sufixos
- U: indivíduo.
- O: coisa.
- A: espécie.
- ES: posse.
- E: lugar.
- AM: tempo.
- AL: motivo.
- EL: modo.
- OM: quantidade.

Juntando os prefixos e sufixos com o i intercalar, tem-se, kiu, kio, kia, tiu, tio, tia, etc.
Algumas ideias complementares são formadas com partículas especias, como por exemplo a partícula ĉi:
- Tie: ali, aí, lá.
- Ĉi tie ou tie ĉi: aqui, cá.

E a partícula ajn:
- Iu: algum, alguém.
- Iu ajn: qualquer, qualquer um.

## O Caso Acusativo
O caso acusativo indica direção, alvo. É um dos grandes responsáveis pela flexibilidade do esperanto, mas é o que mais encontra dificuldade para ser dominado pelos estudantes falantes de línguas em que o caso acusativo não é comum.
Os verbos transitivos necessitam de um complemento para que seu sentido fique suficientemente claro, esse complemento é chamado de objeto direto, ou complemento direto. Em esperanto, o objeto direto da oração é assinalado com a terminação n, característica do caso acusativo.
Em português dizemos: "O menino jogou a bola", significando que o menino foi o responsável pela ação de jogar, e a bola foi quem sofreu essa ação, isso é indicado pela ordem das palavras, que na maior parte dos casos é sujeito - verbo - objeto direto.
Se invertêssemos a ordem da frase, teríamos:
"A bola jogou o menino", ou então, "jogou a bola o menino", "o menino a bola jogou", e várias outras modificações, o sentido da frase ao longo dessas alterações foi modificado igualmente.

### Alvo/Ação
Em esperanto, a ordem do sujeito e do objeto não altera o sentido da oração, pois o objeto direto estará devidamente assinalado. Assim temos:
- La knabo ĵetis la pilkon: O garoto jogou a bola.
- La pilkon la knabo ĵetis: O garoto jogou a bola.
- La knabo la pilkon ĵetis: O garoto jogou a bola.
- Ĵetis la pilkon la knabo: O garoto jogou a bola.
- Ĵetis la knabo la pilkon: O garoto jogou a bola.

Para modificar o sentido da frase, isto é, trocarmos o sujeito e o objeto direto (quem faz e quem sofre a ação), basta assinalar o objeto direto com a terminação n, que fica no caso acusativo. Quem executa a ação está no caso nominativo, terminado em o:
- La knabon ĵetis la pilko: A bola jogou o menino.
- La pilko la knabon ĵetis: A bola jogou o menino.
- La knabon la pilko ĵetis: A bola jogou o menino.
- Ĵetis la pilko la knabon: A bola jogou o menino.
- Ĵetis la knabon la pilko: A bola jogou o menino.

### Direção
O acusativo pode indicar direção, usa-se o n por exemplo quando queremos definir movimento para determinado local, assim podemos formar frases assim:
- Mi iras tien: Eu vou para lá (note-se que não existe preposição na frase em esperanto.)
- Mi vojaĝas Parizon: Eu viajo (estou viajando) para Paris.
- Kien li iris?: Para onde ele foi?

A partícula o é mantida no lugar de e caso preposições sejam mantidas:
- Mi iras en hejmon: Eu vou para dentro de casa.
- Ni iras en la urbon Nós vamos para dentro da cidade.
- Li iris en la ŝipon: Ele foi para dentro do navio.

Outra forma (pouco comum) de dizer as três frases acima é substituir o acusativo por duas preposições seguidas:
- Mi iras al en hejmo = Mi iras hejmon.
- Ni iras al en la urbo = Ni iras la urbon.
- Li iris al en la ŝipo = Li iris la ŝipon.

### Outros
O adjetivo também leva a terminação acusativa, isso pode ser visto nos exemplos:
- Mi faris bongustan kukon: Eu fiz um bolo gostoso.
- Mi manĝis du pecojn el via kuko: Eu comi dois pedaços do seu bolo.

Os verbos estimativos (achar, julgar, estimar, considerar, supor, etc) devem ter maior atenção:
- Mi juĝis tiun vinon bona: Eu julguei aquele vinho (como sendo) bom.
- Mi juĝis tiujn bonajn vinojn: Eu julguei aqueles bons vinhos. (a frase não informa qual julgamento foi feito sobre os bons vinhos)
- Mi juĝis tiujn bonajn vinojn multekostaj: Eu julguei aqueles bons vinhos (como sendo) caros.
- Mi juĝis tiujn bonajn vinojn multekostajn: Eu julguei aqueles bons e caros vinhos. (a frase não informa qual julgamento foi feito sobre os vinhos bons e caros)

Em esperanto, a qualidade ou opinião informada na frase não recebe o acusativo, pois ela é um predicativo. Já os adjetivos acrescentados ao objeto recebem o acusativo normalmente. Essa distinção é difícil de tornar explícita em português, podendo apresentar sentido dúbio por vezes, o que não ocorre em esperanto.

## Conjunções
As conjunções do esperanto são as que se seguem:
- AŬ: ou, senão, do contrário, aliás.
- ĈAR: porque (em resposta), pois, pois que.
- ĈU: usada para introduzir uma oração interrogativa direta, mas que geralmente não é traduzida, é usado em perguntas cuja respostas necessitam de "sim" ou "não".
- DO: pois, portanto, logo, então, por conseguinte.
- KAJ: e.
- KE: que (como conjunção, não como correlativo).
- KVANKAM: ainda que, apesar de, embora, posto que, se bem que, conquanto.
- NEK: nem.
- OL: do que.
- SE: se (se como conjunção).
- SED: mas, porém.
- TAMEN: todavia, entretanto.

Há alguns vocábulos que podem funcionar como conjunção, apesar de pertencerem a outras categorias:
- APENAŬ: mal, "logo que".
- DUM: enquanto, ao passo que.
- ĜIS: até que.
- KVAZAŬ: como se.
- NU: ora.

As preposições anstataŭ, por e krom passam à categoria de conjunção quando regem verbos (no modo infinitivo).
O esperanto possui também várias outras locuções conjuncionais:
- Ĉiufoje kiam: toda vez que.
- Ĉiam kiam: sempre que.
- De (la tempo) kiam: desde o tempo que, desde quando.
- Eĉ se: mesmo se, até mesmo se.
- Escepte se: a menos que, exceto se.
- Kiel ankaŭ: como também, assim como.
- Kondiĉe ke: com a condição de que.
- Konsente ke: admitindo-se que.
- Malgraŭ ke: apesar de que, conquanto.
- Por ke: para que.
- Post kiam: depois que.
- Same kiel: do mesmo modo que, assim como.
- Se ne: se não.
- Se nur: contando que.
- Supoze ke: supondo/suposto que.
- Tial ke: por isso que.
- Tial ĉar: por esse motivo/causa foi que.
- Tiel ke: de tal modo que, tanto que, tão... que.
- Tuj kiam: logo que, assim que.

Temos ainda as expressões conjuncionais envolvendo repetição:
- jen... jen...: ora... ora..., já... já...
- ju pli... des pli...: quanto mais... tanto mais...
- ju pli... des malpli...: quanto mais... tanto menos...
- ju malpli... des malpli...: quanto menos... tanto menos...
- ju malpli... des pli...: quanto menos... tanto mais....

## Preposições
Ver Preposições do esperanto
O esperanto conta com um grupo definido de preposições. Cada uma pode ter um ou mais significados relacionados. Existe uma preposição especial, je, que é usada quando o significado de nenhuma outra preposição se aproxima do que queremos expressar.

### Uso de preposições como advérbios
Em Esperanto, é permitido adicionar a terminação e às preposições, gerando assim advérbios:
- Antaŭe: Anteriormente.
- Ekstere: Fora, externamente. Compare com "ekster: fora de".
- Krome: Além disso, adicionalmente.
- Kune: Juntamente.
- Kune kun: Juntamente com, em companhia de. Forma enfática de kun.
- Poste: Posteriormente. Compare com "post: depois de (algo)" e "post kiam: depois de (ação)"

Ver verbete com a lista completa de afixos: Lista de afixos do esperanto

## Afixos
Os Afixos  (sufixo e prefixo) são muito importantes para o Esperanto, pois eles são os responsáveis pela formação das palavras em esperanto.

### Prefixos
Os prefixos somam um total de 10, o prefixo duon(meio-/semi-) normalmente não é colocado na tabela de prefixos.

#### Ek-
Indica que a ação acontece  começa subitamente. 
Exemplo: vidi, ver. Ekvidi, avistar.

#### Eks-
Idem a não mais, "ex". 
Exemplo: reĝo, rei; Eksreĝo, ex-rei.

#### Mal-
Absolutamente não; o inverso; o contrário. 
Exemplo: bona, bom; Malbona, mau.

### Sufixos
Os sufixos em Esperanto somam um total de 32.

#### -Aĵ-
Algo concreto. 
Exemplo: alta, alto; Altaĵo, colina.

#### -et-
Muito pequeno; muito fraco.
Exemplo: varma, quente; varmeta, morno/a.

#### -ig-
Fazer que algo/alguém faça.
Exemplo: labori, trabalhar; laborigi, fazer trabalhar.

#### -iĝ-
Tornar-se o que a raiz indica.
ruĝa, vermelho; ruĝiĝi,	avermelhar-se.

#### -in-
Indica o sexo feminino.
Exemplo: knabo, garoto; knabino, garota.

#### -Ul-
Pessoa deste modo (qualidade)
Exemplo: juna-jovem; junulo- o jovem

## Interjeições
O Esperanto apesar de ser um idioma planejado, não deixou de ter também suas interjeições, elas vieram de forma pensada e também de forma natural devido ao uso do idioma através do tempo, algumas das várias que o idioma possui são conhecidas pela maioria dos falantes do idioma e outras nem tanto, eis uma pequena lista com algumas das principais interjeições em Esperanto:
- adiaŭ - adeus
- aj - ai!
- aŭ - ai!
- bis - bis!
- fi - cruzes!
- ha (aha) - ah! (aha!)
- halo - alô, olá
- he - he!
- hej - ei!, psiu!
- ho - ó!, oh!, olá!
- hop - upa
- hura - hurra!
- nu - bem, então
- nu, nu - ora, ora!
- pst - psiu
- ve - ai!, nossa!, não!

## Onomatopeias
Onomatopeias são vocábulos que têm a intenção de imitar o som de coisas diversas, animais, como o som do relinchar de um cavalo, o latido de um cão, o bater de uma porta, e também no Esperanto eles são falados e escritos, eis uma pequena lista com alguns famosos:
- aaa - bocejo
- aŭ-aŭ - latido
- bum - queda de algo, tiro de canhão
- glu-glu-glu - peru
- ha ha ha - gargalhada
- hm hm - pigarro
- kokeriko - galo
- krak - algo quebrando, trincando
- paf - tiro ou queda
- tik-tak - relógio
- tin-tin - campainha
- ŭa ŭa ŭa - choro de bebe